# Делла Роббиа, Андреа
Андреа делла Роббиа (итал. Andrea della Robbia; 24 октября 1435, Флоренция — 4 августа 1525, Флоренция) — флорентийский скульптор и мастер глазурованной расписной керамики — майолики периода кватроченто эпохи итальянского Возрождения. Член знаменитой семьи потомственных скульпторов и мастеров-майоличистов, племянник Луки делла Роббиа. После смерти своего дяди в 1482 году возглавил семейную мастерскую.

## Биография
Родившийся во Флоренции, Андреа был сыном Марко делла Роббиа, родного брата, Луки делла Роббиа. Андреа стал учеником Луки и со временем известным мастером-керамистом.
В молодости работал резчиком по мрамору (он изготовил алтарь церкви Санта-Мария-делле-Грацие под Ареццо), потом по примеру своего дяди перешёл к совершенствованию техники цветной глазурованной майолики. Украсил медальонами с изображением спелёнутых младенцев фасад здания Оспедале дельи Инноченти (Воспитательного дома), построенного в столице Тосканы по проекту архитектора Филиппо Брунеллески. Ранние работы Андреа практически неотличимы от произведений старшего из делла Роббиа. После смерти своего дяди (и приёмного отца) Луки в 1482 году возглавил семейную мастерскую делла Роббиа.
Он значительно расширил ассортимент изделий из майолики: декоративные рельефы и фризы в архитектуре, лавабо (чаши для омовения рук), крестильные купели, фонтаны, алтари и ретабло. Андреа разнообразил палитру применяемых в майолике красок. Его флорентийская мастерская организовала тиражирование наиболее популярных изделий, которые отгружались во все уголки Европы. Также было налажено поточное производство архитектурных деталей. Наибольшей популярностью пользовались барельефы с изображением Мадонны с Младенцем в обрамлениях гирлянд из фруктов и цветов, окрашенными разноцветными эмалями.
В 1489 году Андреа сделал барельеф с изображением Девы Марии и двух ангелов (ныне помещён над дверью архива в Музее произведений искусства флорентийского Собора.
Из семерых сыновей Андреа пятеро стали скульпторами третьего поколения, причём Джироламо делла Роббиа (1488—1566) переехал во Францию и на протяжении двадцати шести лет служил придворным скульптором короля Франциска I, с 1559 года работал в Фонтенбло, принимал участие в создании гробниц Франциска II и Екатерины Медичи. Джованни делла Роббиа (1469—1529) сменил престарелого отца во главе семейной мастерской во Флоренции.

## Галерея
- Мадонна с Младенцем. Деталь алтаря церкви Санта-Мария-Ассунта в Сеттиньяно. 1500—1515
- Один из двух ангелов портала. Церковь Санта-Мария-Ассунта в Сеттиньяно. 1500—1515
- Майоликовый свод портала собора Сан-Дзено в Пистое. 1505
- Эмблема гильдии торговцев шерстью (de l'Arte della Lana). 1487. Музей произведений искусства собора, Флоренция
- Мадонна с Младенцем и тремя ангелами. 1480—1510. Собор в Ареццо
- Ребёнок. 1475. Национальный музей Барджелло, Флоренция
- Мадонна с Младенцем и тремя херувимами. 1475—1500. Лувр, Париж
- Бог-Отец и ангелы. 1450—1475. Музей произведений искусства собора, Флоренция
- Поклонение Младенцу. Тондо. Ок. 1500. Лувр, Париж
- Тондо западного фасада Оспедале дельи Инноченти. Архитектор Ф. Брунеллески. 1463. Флоренция
- Кормление Младенца. Коллегиальный музей Сан-Лоренцо. Монтеварки, Тоскана
- Портрет девушки. 1465—1470. Национальный музей Барджелло, Флоренция